# Japansk TV-underhållning
Japansk TV-underhållning (japanska: バラエティ番組?, Baraeti-bangumi, av engelskans variety) är lekprogram på TV avsedda för en japansk publik. I västvärlden har japansk TV-underhållning kommit att betraktas som en egen genre inom TV-produktion, kännetecknad av bland annat slapstick och absurdism.
I slutet av 00-talet började flera västerländska TV-bolag importera japanska TV-underhållningsformat som till exempel Hål i väggen och Sasuke.

## Exempel
- Downtown no Gaki no Tsukai ya Arahende (ダウンタウンのガキの使いやあらへんで), "Downtowns 'Jag är väl ingen springpojke'", en slapstickshow med bestraffningslekar som började sändas den 3 oktober 1989.